# 亚历山德罗夫卡农村居民点 (日尔诺夫斯克区)
亚历山德罗夫卡农村居民点（俄语：Александровское сельское поселение）是俄罗斯联邦伏尔加格勒州日尔诺夫斯克区所属的一个农村居民点。其下辖有5个居民点，行政中心为亚历山德罗夫卡。据2016年统计，该农村居民点的人口为1561人。